# Bae Ji-won
Bae Ji-won (tiếng Hàn Quốc: 배명호; Hanja: ; Hán-Việt: ; sinh ngày 22 tháng 3 năm 1963) là huấn luyện viên bóng đá người Hàn Quốc, hiện đang là huấn luyện viên thể lực của Câu lạc bộ Bóng đá Thể Công – Viettel.

## Sự nghiệp huấn luyện viên
Bae Ji-won từng dẫn dắt Thailand Tobacco Monopoly, Phichit và một số đội trẻ. Ông từng là trợ lý huấn luyện viên  cho nhiều đội bóng như Jeonbuk Hyundai Motors, Ulsan Hyundai, Busan IPark, Gangwon. Bae Ji-won cũng làm huấn luyện viên thể lực cho các đội như U-18 Bournemouth, Pohang Steelers, Kitchee, và đặc biệt là từng làm huấn luyện viên thể lực cho các trọng tài tại World Cup 2002.
Năm 2017, ông đến làm huấn luyện viên thể lực tại đội tuyển Việt Nam và rời đội vào năm 2019. Sau đó, ông sang Hồng Kông để làm huấn luyện viên thể lực cho Kitchee và Eastern.
Đầu năm 2022, ông ký hợp đồng với Viettel để làm huấn luyện viên thể lực. Đến tháng 6, ông được chọn để dẫn dắt Viettel tại AFC Cup 2022 và được bổ nhiệm chính thức sau đó ít thời gian để thay thế Trương Việt Hoàng.